# Desecho biodegradable
Los desechos biodegradables incluyen cualquier materia orgánica en los desechos que se puede descomponer en dióxido de carbono, agua, metano, compost, humus y moléculas orgánicas simples por medio de microorganismos y otros seres vivos mediante el compostaje, la digestión aeróbica, la digestión anaeróbica o procesos similares. Incluye principalmente residuos de cocina (comida en mal estado, recortes, partes no comestibles), cenizas, tierra, estiércol y otras materias vegetales. En la gestión de residuos, también incluye algunos materiales inorgánicos que pueden ser descompuestos por bacterias. Dichos materiales incluyen yeso y sus productos, como placas de yeso y otros sulfatos simples que pueden ser descompuestos por bacterias reductoras de sulfato para producir sulfuro de hidrógeno en condiciones anaeróbicas de vertedero.
En la recogida de residuos domésticos, el alcance de los residuos biodegradables podrá limitarse para incluir únicamente aquellos residuos degradables que puedan manipularse en las instalaciones locales de manipulación de residuos.
Los desechos biodegradables, cuando no se manejan adecuadamente, pueden tener un impacto enorme en el cambio climático, especialmente a través de las emisiones de metano de la fermentación anaeróbica que produce gas de vertedero. Otros enfoques para reducir el impacto incluyen reducir la cantidad de desechos producidos, por ejemplo, reduciendo el desperdicio de alimentos.

## Recolección y procesamiento
En muchos países, los desechos biodegradables se separan del resto del flujo de desechos, ya sea mediante recolección separada o mediante clasificación de desechos después de la recolección. En el punto de recogida, estos residuos suelen denominarse residuos verdes. La eliminación de dichos desechos del resto del flujo de desechos reduce sustancialmente los volúmenes de desechos para su eliminación y también permite que los desechos biodegradables se conviertan en abono.
Los residuos biodegradables pueden utilizarse para compostaje o como fuente de calor, electricidad y combustible mediante incineración o digestión anaeróbica.  El Kompogas suizo y el proceso AIKAN danés son ejemplos de digestión anaeróbica de residuos biodegradables.  Si bien la incineración puede recuperar la mayor cantidad de energía, las plantas de digestión anaeróbica retienen nutrientes y producen abono para mejorar el suelo y aun así recuperan parte de la energía contenida en forma de biogás.

## Impactos del cambio climático

### Gas de vertedero
El gas de vertedero es una mezcla de diferentes gases creados por la acción de microorganismos dentro de un vertedero a medida que descomponen desechos orgánicos, incluidos, por ejemplo, desechos de alimentos y desechos de papel. El gas de relleno sanitario tiene aproximadamente entre un cuarenta y un sesenta por ciento de metano, y el resto es principalmente dióxido de carbono. Las trazas de otros compuestos orgánicos volátiles (COV) comprenden el resto (< 1 %). Estos gases traza incluyen una gran variedad de especies, principalmente hidrocarburos simples.

### Desechos alimentarios
El desperdicio o la pérdida de alimentos son alimentos que no se comen. Las causas del desperdicio o pérdida de alimentos son numerosas y ocurren en todo el sistema alimentario, durante la producción, procesamiento, distribución, venta al por menor y consumo. La pérdida y el desperdicio mundial de alimentos ocasiona que se pierdan entre un tercio y la mitad de todos los alimentos producidos a nivel global. En los países de bajos ingresos, la mayor parte de las pérdidas se producen durante la producción, mientras que en los países desarrollados gran parte de los alimentos  (unos 100 kilogramos (220,5 lb) por persona por año) se desperdicia en la etapa de consumo. El desperdicio de alimentos es una parte importante del impacto ambiental de la agricultura. La Organización de las Naciones Unidas para la Agricultura y la Alimentación estimó en 2014 que el desperdicio de alimentos que se pierde causa un costo económico, ambiental y social global de $ 2.6 billones al año y es responsable del 8 por ciento de las emisiones globales de gases de efecto invernadero. Además, los residuos de alimentos que no se manipulan o recuperan adecuadamente mediante técnicas como el compostaje, pueden tener muchas consecuencias ambientales negativas. Por ejemplo, el gas de vertedero procedente de la digestión anaeróbica de materia orgánica es una fuente importante de metano, un gas de efecto invernadero, y el fósforo no recuperado en los desechos alimentarios conduce a una mayor extracción de fosfato. Además, reducir el desperdicio de alimentos en todas las partes del sistema alimentario es una parte importante de la reducción del impacto ambiental de la agricultura, al reducir la cantidad total de agua, tierra y otros recursos necesarios para alimentar a la comunidad mundial.